# Tiếng Indi
Tiếng Indi hoặc Mag-indi (hay Mag-Indi Ayta) là một ngôn ngữ Mã Lai-Đa Đảo với 3,000 người nói. Nó được nói ở San Marcelino, Zambales và Floridablanca (bao gồm Nabuklod) và Porac. Người bản xứ cũng có ở Lumibao và Maague-ague.